# Ipotesi Cinema
Ipotesi Cinema è una scuola di cinema nata nel 1982 per opera di Ermanno Olmi.
Il metodo della scuola prevede un laboratorio collettivo ("Postazione per la memoria") nel quale tutti i partecipanti contribuiscono alle attività di sceneggiatura, regia, ripresa e montaggio. I maestri non trasmettono nozioni, ma esperienza attraverso lo svolgersi dell'attività. L'obiettivo è quello di diventare "autori" e non semplici professionisti. Ermanno Olmi ne parla come di un'osteria o di una bottega d'arte, nella quale si apprende "facendo", in una dimensione di colloquio, di scambio di idee e di energie creative.

## Storia
La scuola fu fondata a Bassano del Grappa
, dove il comune aveva offerto una nuovissima casa di riposo per anziani.
Con l'appoggio di Paolo Valmarana, Rai 1 finanziò un programma di dodici puntate di un'ora ciascuna (Di paesi e di città, andato in onda nel 1985 e replicato successivamente nel 1988) nelle quali furono trasmessi cortometraggi e documentari realizzati dagli allievi della scuola, tra i quali erano Francesca Archibugi, Mario Brenta, Giacomo Campiotti, Piergiorgio Gay, Markus Imhof, Augusto Tretti, Maurizio Zaccaro.
In seguito furono realizzati anche veri e propri film: Maicol (1988) di Mario Brenta, In coda alla coda (1989) di Maurizio Zaccaro, Quasi un anno (1993) di Giorgio Diritti, Io non ho la testa (1996) di Michele Lanubile, Case (1997) di Rodolfo Bisatti, Domani (1997) di Giulio Ciarambino, Tre storie (1998) di Piergiorgio Gay e Roberto Sanpietro. Altri allievi sono stati fortemente ispirati dalla "bottega d'arte", considerata una vera e propria scuola anche all'estero (Mario Feroce: La sabbia).
Nel 2002 la sede della scuola si è trasferita presso la Cineteca del comune di Bologna
. La scuola è organizzata attraverso momenti di incontro collettivi presso la sede e in attività e scambi condotti tramite il proprio sito internet interattivo.
Nel 2004 la scuola e la Cineteca di Bologna, in collaborazione con Rai 3 hanno prodotto un cortometraggio (Osolemio - Autoritratto italiano) della durata di 53 minuti, presentato al Festival del Cinema di Venezia come evento speciale nella sezione "Corto Cortissimo". L'opera è un progetto di Ermanno Olmi curato da Mario Brenta ed è stata realizzata da ventisei ragazzi della scuola come montaggio collettivo dei filmati realizzati nel corso del laboratorio.
Nel 2011 Ipotesi Cinema produce Maternity Blues, lungometraggio di Fabrizio Cattani, e nel 2013 partecipa al film collettivo Venice 70: Future Reloaded col segmento La moviola, diretto da Ermanno Olmi, del quale la società produce anche il documentario Rupi del vino (2009) e il lungometraggio di finzione Torneranno i prati (2014).

## Riconoscimenti
- Ciak d'oro
  - 2015 - Miglior produttore per Torneranno i prati[3]